# Pel-et-Der
Pel-et-Der település Franciaországban, Aube megyében. Lakosainak száma 128 fő (2022. január 1.). Pel-et-Der Val-d’Auzon, Blaincourt-sur-Aube, Brévonnes, Lesmont, Mathaux, Molins-sur-Aube és Précy-Notre-Dame községekkel határos.

## Népesség
A település népességének változása:
| Lakosok száma | 176  | 146  | 138  | 148  | 143  | 139  | 133  | 130  | 129  | 128  |
|               | 1968 | 1982 | 1990 | 2006 | 2013 | 2015 | 2017 | 2019 | 2020 | 2022 |